# Halowe Mistrzostwa Włoch w Lekkoatletyce 2012
43. Halowe Mistrzostwa Włoch w Lekkoatletyce – zawody lekkoatletyczne, które odbyły się 25 i 26 lutego 2012 w Ankonie.

## Rezultaty

### Mężczyźni
| Konkurencja:              | 1. miejsce             | Rezultat    | 2. miejsce          | Rezultat    | 3. miejsce              | Rezultat    |
| Bieg na 60 m              | Michael Tumi           | 6,64 PB     | Simone Collio       | 6,69        | Francesco Basciani      | 6,73 PB     |
| Bieg na 400 m             | Lorenzo Valentini      | 46,88 PB    | Isalbet Juarez      | 47,17 PB    | Marco Moraglio          | 48,34       |
| Bieg na 800 m             | Giordano Benedetti     | 1:50,82     | Michele Oberti      | 1:51,49 SB  | Emiliano Nerli Ballati  | 1:51,56     |
| Bieg na 1500 m            | Merihun Crespi         | 3:44,79     | Marco Najibe Salami | 3:45,51 SB  | Giordano Benedetti      | 3:48,22 PB  |
| Bieg na 3000 m            | Merihun Crespi         | 8:12,00 PB  | Marco Najibe Salami | 8:12,11 SB  | Simone Gariboldi        | 8:15,04 SB  |
| Bieg na 60 m przez płotki | Paolo Dal Molin        | 7,75        | Stefano Tedesco     | 7,95        | Carlo Giuseppe Redaelli | 8,01        |
| Chód na 5000 m            | Giorgio Rubino         | 19:22,80 SB | Diego Cafagna       | 20:12,19 SB | Riccardo Macchia        | 20:30,61 SB |
| Skok wzwyż                | Silvano Chesani        | 2,31 PB     | Marco Fassinotti    | 2,26 SB     | Filippo Campioli        | 2,26        |
| Skok o tyczce             | Claudio Michel Stecchi | 5,60 PB     | Matteo Rubbiani     | 5,50 PB     | Marco Boni              | 5,50 PB     |
| Skok w dal                | Fabrizio Donato        | 7,95 SB     | Emanuele Catania    | 7,84 PB     | Emanuele Formichetti    | 7,78        |
| Trójskok                  | Andrea Chiari          | 16,85 PB    | Fabrizio Schembri   | 16,71 SB    | Stefano Magnini         | 16,08 PB    |
| Pchnięcie kulą            | Paolo Dal Soglio       | 18,78       | Daniele Secci       | 18,48       | Marco Di Maggio         | 18,24       |

### Kobiety
| Konkurencja:              | 1. miejsce          | Rezultat    | 2. miejsce         | Rezultat    | 3. miejsce           | Rezultat    |
| Bieg na 60 m              | Audrey Alloh        | 7,39        | Jessica Paoletta   | 7,40        | Ilenia Draisci       | 7,49        |
| Bieg na 400 m             | Maria Enrica Spacca | 53,00 PB    | Marta Milani       | 53,83 SB    | Elena Maria Bonfanti | 54,24 PB    |
| Bieg na 800 m             | Elisa Cusma         | 2:04,97     | Serena Monachino   | 2:08,03 PB  | Elisabetta Artuso    | 2:08,21 SB  |
| Bieg na 1500 m            | Elisa Cusma         | 4:17,79 SB  | Valentina Costanza | 4:20,07     | Giulia Viola         | 4:20,75 PB  |
| Bieg na 3000 m            | Silvia Weissteiner  | 9:01,35 SB  | Giulia Martinelli  | 9:18,91 PB  | Angela Rinicella     | 9:23,23 SB  |
| Bieg na 60 m przez płotki | Veronica Borsi      | 8,18 PB     | Giulia Pennella    | 8,26 SB     | Alessandra Feudatari | 8,49 SB     |
| Chód na 3000 m            | Eleonora Giorgi     | 12:53,14 SB | Federica Ferraro   | 13:23,27 PB | Serena Pruner        | 13:29,23 SB |
| Skok wzwyż                | Raffaella Lamera    | 1,89 SB     | Chiara Vitobello   | 1,85 SB     | Enrica Cipolloni     | 1,85 PB     |
| Skok o tyczce             | Anna Giordano Bruno | 4,30        | Giorgia Benecchi   | 4,20        | Roberta Bruni        | 4,10        |
| Skok w dal                | Teresa Di Loreto    | 6,17 SB     | Francesca Paiero   | 6,12 PB     | Ottavia Cestonaro    | 6,08        |
| Trójskok                  | Simona La Mantia    | 14,05 SB    | Eleonora D'Elicio  | 13,35 SB    | Cecilia Pacchetti    | 13,02 SB    |
| Pchnięcie kulą            | Julaika Nicoletti   | 17,04 PB    | Elena Carini       | 15,33 SB    | Serena Capponcelli   | 15,10 PB    |